# 卡尔·施纳布尔
卡尔·施纳布尔（德語：Karl Schnabl，1954年3月8日—），奥地利男子跳台滑雪运动员。他曾代表奥地利参加1976年冬季奥林匹克运动会跳台滑雪比赛，获得一枚金牌和一枚铜牌。